# Paul Kluckhohn
Paul Kluckhohn, född 10 april 1886 i Göttingen, död 20 maj 1957 i Tübingen, var en tysk litteraturhistoriker.
Paul Kluckhohn var docent i Münster och Danzig, blev professor där 1925 och i Tübingen 1931. Kluckhohn, som gjorde en viktig insats som grundare och redaktör för Deutsche Vierteljahrschrift für Literaturwissenschaft und Geistesgeschichte, utgiven sedan 1923, vilken kännetecknades av sträng filologisk metod kombinerad med vaken öppenhet för nyare metoder. Han gjorde sig främst känd som idé- och problemhistoriker. Kluckhohn sysslade med förkärlek med romantiken och biedermeiertiden, bland annat i Die Auffassung der Liebe in der Literatur des 18. Jahrhunderts und in der deutschen Romantik (1922), Die deutsche Romantik (1924), Persönlichkeit und Gemeinschaft. Studien zur Staatsauffassung der deutschen Romantik (1925), Das Ideengut der deutschen Romantik (1941) och Das Idee des Menschen in der Goethezeit (1946). Han verkade även flitigt som utgivare och gjorde inlägg i aktuella estetiska och pedagogiska frågor. Med anledning av Kluckhohns 60-årsdag utgav elever en festskrift, tillägnad Kluckhohn och en jämnårig kollega, Festschrift Paul Kluckhohn und Hermann Schneider gewidmet zu ihren 60. Geburtstag (1948).